# Sint-Pauluskerk (Someren)
De Sint-Pauluskerk was een parochiekerk in de plaats Someren in de Nederlandse provincie Noord-Brabant. Het gebouw was gelegen aan de Kerkweijerstraat 12.

## Geschiedenis
In 1965 werd de tweede parochie van Someren opgericht in de Somerense uitbreidingswijk Noord. De gelovigen kerkten aanvankelijk in schoolkantines en dergelijke. In 1967 werd de eerste steen voor een definitieve kerk gelegd. In 1968 werd deze in gebruik genomen. Architect was A. van Heugten.
Het was een sober gebouw in de stijl van het naoorlogs modernisme, zonder toren, maar met een klokje boven de toegangspoort. De kerkzaal was georganiseerd in de vorm van een kring om het altaar.
Omdat het aantal kerkgangers sterk daalde, werd de kerk in 2017 onttrokken aan de eredienst. In 2018 volgde sloop. Op de plaats van de kerk werden woningen gebouwd. De klok werd geïnstalleerd in de Avennelaan, naast het gemeenschapshuis.